# ウェンシール・ペレス
ウェンシール・ゼイビア・ペレス（Wenceel Xavier Pérez, 1999年10月30日 - ）は、 ドミニカ共和国アスア州アスア出身のプロ野球選手（外野手）。右投両打。MLBのデトロイト・タイガース所属。

## 経歴
2016年7月にアマチュア・フリーエージェントでデトロイト・タイガースと契約してプロ入り。
2017年、傘下のルーキー級ドミニカン・サマーリーグ・タイガースでプロデビュー。61試合に出場して打率.314、22打点、16盗塁を記録した。
2018年はルーキー級ガルフ・コーストリーグ・タイガース、A-級コネチカット・タイガース、A級ウェストミシガン・ホワイトキャップスでプレーし、3チーム合計で57試合に出場して打率.312、3本塁打、31打点、13盗塁を記録した。
2019年はA級ウェストミシガンでプレーし、124試合に出場して打率.233、3本塁打、30打点、21盗塁を記録した。
2020年はCOVID-19の影響でマイナーリーグの試合が開催されなかったため、公式戦の出場は無かった。
2021年はA級レイクランド・フライングタイガースとA+級ウェストミシガンでプレーし、2チーム合計で113試合に出場して打率.256、4本塁打、43打点、22盗塁を記録した。
2022年はA+級ウェストミシガンとAA級エリー・シーウルブズでプレーし、2チーム合計で94試合に出場して打率.295、14本塁打、66打点、18盗塁を記録した。オフの11月15日にルール・ファイブ・ドラフトでの流出を防ぐために40人枠入りした。
2023年はA級レイクランド、AA級エリー、AAA級トレド・マッドヘンズでプレーし、3チーム合計で116試合に出場して打率.274、9本塁打、48打点、26盗塁を記録した。
2024年は開幕をAAA級トレドで迎えた。4月8日にメジャー初昇格し、同日のピッツバーグ・パイレーツ戦での7回表に代打で登場してメジャーデビュー 。

## 詳細情報

### 年度別打撃成績
| 年 度    | 球 団    | 試 合 | 打 席 | 打 数 | 得 点 | 安 打 | 二 塁 打 | 三 塁 打 | 本 塁 打 | 塁 打 | 打 点 | 盗 塁 | 盗 塁 死 | 犠 打 | 犠 飛 | 四 球 | 敬 遠 | 死 球 | 三 振 | 併 殺 打 | 打 率 | 出 塁 率 | 長 打 率 | O P S |
| -------- | -------- | ----- | ----- | ----- | ----- | ----- | -------- | -------- | -------- | ----- | ----- | ----- | -------- | ----- | ----- | ----- | ----- | ----- | ----- | -------- | ----- | -------- | -------- | ----- |
| 2024     | DET      | 112   | 425   | 389   | 51    | 94    | 16       | 6        | 9        | 149   | 37    | 9     | 5        | 2     | 1     | 32    | 0     | 1     | 92    | 5        | .242  | .300     | .383     | .683  |
| MLB：1年 | MLB：1年 | 112   | 425   | 389   | 51    | 94    | 16       | 6        | 9        | 149   | 37    | 9     | 5        | 2     | 1     | 32    | 0     | 1     | 92    | 5        | .242  | .300     | .383     | .683  |

- 2024年度シーズン終了時

### 年度別守備成績
| 年 度 | 球 団 | 左翼（LF） | 左翼（LF） | 左翼（LF） | 左翼（LF） | 左翼（LF） | 左翼（LF） | 中堅（CF） | 中堅（CF） | 中堅（CF） | 中堅（CF） | 中堅（CF） | 中堅（CF） | 右翼（RF） | 右翼（RF） | 右翼（RF） | 右翼（RF） | 右翼（RF） | 右翼（RF） |
| 年 度 | 球 団 | 試 合      | 刺 殺      | 補 殺      | 失 策      | 併 殺      | 守 備 率   | 試 合      | 刺 殺      | 補 殺      | 失 策      | 併 殺      | 守 備 率   | 試 合      | 刺 殺      | 補 殺      | 失 策      | 併 殺      | 守 備 率   |
| ----- | ----- | ---------- | ---------- | ---------- | ---------- | ---------- | ---------- | ---------- | ---------- | ---------- | ---------- | ---------- | ---------- | ---------- | ---------- | ---------- | ---------- | ---------- | ---------- |
| 2024  | DET   | 4          | 2          | 0          | 0          | 0          | 1.000      | 29         | 49         | 0          | 0          | 0          | 1.000      | 83         | 138        | 1          | 2          | 0          | .986       |
| MLB   | MLB   | 4          | 2          | 0          | 0          | 0          | 1.000      | 29         | 49         | 0          | 0          | 0          | 1.000      | 83         | 138        | 1          | 2          | 0          | .986       |

- 2024年度シーズン終了時

### 背番号
- 46（2024年 - ）